# ناحیه چیکامینگ، میشیگان
ناحیه چیکامینگ (به انگلیسی: Chikaming Township) یک منطقهٔ مسکونی در ایالات متحده آمریکا است که در شهرستان برین، میشیگان واقع شده‌است.
 ناحیه چیکامینگ ۵۷٫۳ کیلومتر مربع مساحت و ۳٬۱۰۰ نفر جمعیت دارد و ۱۹۵ متر بالاتر از سطح دریا واقع شده‌است.